# Agneza Antioška
Agneza Antioška ali Agneza Châtillonska, je bila prva žena grskega kralja Béle III. in od leta 1172 do 1184 ogrska kraljica, * 1154, Antiohija, † 1184, Székesfehérvár.
Naključno odkritje njenega neokrnjene grobnice med madžarsko revolucijo leta 1848 je dalo priložnost za domoljubne demostracije. Bila je edina ogrska kraljica, katere posmrtne ostanke so preučili znastveniki in povsem rekonstruirali njen videz.

## Življenje
Agneza je bila hčerja Raynalda Châtillonskega in antioške princese Konstance.
Natančen datum njenega rojstva je nezanesljiv. Domneva se, da je bila rojena kmalu po tajni poroki njenih staršev pred majem 1153. Največ zgodovinarjev meni, da je bila rojena leta 1154 in krščena verjetno za Agnezo.

### Konstantinopel
Novembra 1160 so njenega očeta ujeli muslimani in ga imeli petnajst let v ujetništvu  v Alepu. Kneginja Konstanca je umrla okoli leta 1163/1167. Agneza je okoli leta 1170 odšla v Konstantinopel, kjer je živela njena starejša polsestra Marija kot žena bizantinskega cesarja Manuela I. Komnena. Na cesarjevo željo se je poročila s cezarjem Aleksejem (Bélo III.), ki je bil do rojstva Manuelovega sina Alekseja leta 1166 zaročen s cesarjevo hčerko Marijo Komneno. Poroka je bila verjetno leta 1168 in ne kasneje od leta 1172. Omenjena sta tudi dva natančnejša datuma: september 1169 in marec 1171.
Na bizantinskem dvoru so je preimenovali v Ano. V ogrskih dokumentih se omenja izključno kot Ana,  morda zato, ker je bilo ima Agneza takrat redko. 

### Ogrska kraljica
Mladoporočenca sta odšla na romanje v Jeruzalem, kjer sta obdarovala viteze hospitalce. Spomladi sta po smrti ogrskega kralja Štefana III. (4. marec 1172) odpotovala na Ogrsko, kjer je njen mož zavladal kot kralj Béla III.  Bélovo in Anino kronanje je bilo 13. januarja 1173 v stolnici v Székesfehérvárju.
Ani/Agnezi  se pripisuje širjenje francoskih kulturnih vzorcev v Ogrskem kraljestvu.
Kraljico povezjejo tudi s prihodom prvih cistercijanov iz Burgundije na Ogrsko. Z Burgundijo je bila povezana verjetno preko sorodnikov. Prvi cistercijanski samostani na Ogrskem, ustanovljeni leta 1182, so bili povezani z opatijo v bližini Pontignyja, ki je bil v posesti Aninih prednikov.

## Otroci
Ana je rodila najmanj šest otrok:
- Emerika, ogrskega kralja (1174-1204)
- Margareto (1175-po 1223), poročeno prvič z bizantinskim cesarjem Izakom  II. Angelom, drugič s kraljem Bonifacijem I. Solunskim in tretjič z Nikolajem Saint-Omerskim
- Andreja II., ogrskega kralja (okoli 1177-21. september 1235)
- Salomona (umrl v otroštvu)
- Štefana (umrl v otroštvu)
- Konstanco (okoli 1180-6. december 1240), ženo kralja Otakarja I. Češkega[8]

Ana je bila prednica vseh kasnejših ogrskih kraljev in princes in z njihovimi  porokami tudi poljskih in čeških kraljev.

## Smrt
Anina smrt ni omenjena v nobenem primarnem viru. Domneva se, da je umrla leta 1184, čeprav je umrla morda tudi malo prej.
Pokopana je bila v stolnici sv. Štefana v Székesfehérváru. Njene posmrtne ostanke so po naključju odkrili in prepoznali arheologi med izkopavanji ruševin stare Székesfehérvárske stolnice v poznem 19. stoletju. Kasneje so jih prenesli v grobnico njenega moža v cerkvi svetega Štefana v Budimpešti.

## Vir
- Korai Magyar Történeti Lexikon (9-14. század), főszerkesztő: Kristó Gyula, szerkesztők: Engel Pál és Makk Ferenc. Akadémiai Kiadó, Budimpešte, 1994.

| Nazivi za člane kraljevske družine | Nazivi za člane kraljevske družine | Nazivi za člane kraljevske družine |
| ---------------------------------- | ---------------------------------- | ---------------------------------- |
| Predhodnik: Marija Komnena         | Ogrska kraljica 1172 – okoli 1184  | Naslednik: Margareta Francoska     |